# Planinšek
Planinšek je priimek v Sloveniji in tujini. Po podatkih Statističnega urada Republike Slovenije je na dan 1. januarja 2020 v Sloveniji uporabljalo ta priimek 713 oseb.

## Znani  nosilci priimka
- Attilio Planinšek (1922–1985), tržaški operni pevec, tenorist
- Bojan Planinšek, slovenski športni delavec, prejemnik Bloudkove plakete
- Bruno Planinšek (1930–2002), hrvaški industrijski oblikovalec
- Franci Planinšek (1962–2020), plastični in estetski kirurg
- Gabrijel Planinšek (1888–1971), frančiškanski pater, gvardijan v Mariboru, ljudski misijonar
- Janez Planinšek (Charles/Tony/"Eskimo Charlie" Planinshek) (1886–1942), popotnik in pustolovec (v Kanadi)
- Jure Planinšek, učitelj smučanja
- Jurij Planinšek, gorski vodnik iz Luč (ok. 1900)
- Jože Planinšek (*1959), duhovnik, lazarist
- Karin Planinšek (*1999), političarka?
- Marjan Planinšek, smučarski delavec
- Martin Planinšek, skladatelj
- Odon Planinšek (*1967), farmacevt, univ. profesor
- Peter Planinšek, producent
- Sarah Planinšek, italijansko-slovenska pevka in tekstopiska
- Tanja Planinšek Ručigaj, zdravnica dermatologinja, predstojnica klinike
- Tjaša Planinšek, športnica, teniška trenerka
- Urban Planinšek, smučarski trener (ruske reprezentance)